# Saginaw, Michigan
Saginaw je grad u američkoj saveznoj državi Michigan, glavni grad Okruga Saginaw.

## Demografija
Po popisu stanovništva iz 2000. godine u grad je živjelo 61.799 stanovnika 	
u 23.182 kućanstva s 15.114 obitelji s prebivalištem u gradu, dok je prosječna gustoća naseljenosti 1.367 stan./km2.
Prema rasnoj podjeli u naselju živi najviše bijelaca 47,02% i afroamerikanaca kojih ima 43,26%.

## Poznate osobe
- Serena Williams američka tenisačica.
- Kenyon Martin američki profesionalni košarkaš.
- Stevie Wonder američki glazbenik.

## Gradovi prijatelji
- Tokushima, Japan
- Zapopan, Jalisco, Meksiko
- Awka, Anambra, Nigerija

## Vanjske poveznice
- Službena stranica grada
- Saginaw News  Arhivirana inačica izvorne stranice od 12. listopada 2008. (Wayback Machine)
- Saginaw Club
- Saginaw Art Muzej
- Saginaw Valley State University